# Eutolmus haematoscelis
Eutolmus haematoscelis là một loài ruồi trong họ Asilidae. Eutolmus haematoscelis được Gerstaecker miêu tả năm 1862.